# Kerecke
Kerecke (ukránul: Керецьки [Kerecki]) falu Ukrajnában, Kárpátalján, a Huszti járásban.

## Fekvése
Szolyvától délkeletre, a Borzsa folyó mellett, Kopár, Bereznek és Kovácsrét közt fekvő település.

## Nevének eredete
A Kerecke helység-név tisztázatlan etimológiájú, Kiss Lajos szerint Kerekcse talán a ’kerek erdőcske’ helynévből származik, amiből Kerecske>Kerecke alakulhatott. A hivatalos ukrán Керецьки átvétel a magyarból, többes számú alaknak tűnik. (Kiss 2007: 116)

## Története
Kerecke nevét 1389-ben említette először oklevél Kerechkey néven. 1419-ben Kerechke, 1451-ben Kereczke néven írták.
Kerecke kenézi telepítésű falu volt, melyet még a Dolhai család tagjai telepítettek a 15. század eleje körül. Később a Dolhaiak nemesi birtoka volt. Lakói ruszin jobbágyok voltak. 1550-ben Dolhai Imre, György, és János, valamint Dolhai Péter özvegyének birtoka. 1600-ban Dolhai János és Lipcsei Perene özvegyének birtoka volt.
1910-ben 2505 lakosából 34 magyar, 242 német, 2222 ruszin volt. Ebből 40 római katolikus, 2249 görögkatolikus, 206 izraelita volt. A trianoni békeszerződés előtt Máramaros vármegye Dolhai járásához tartozott.